# 런청구

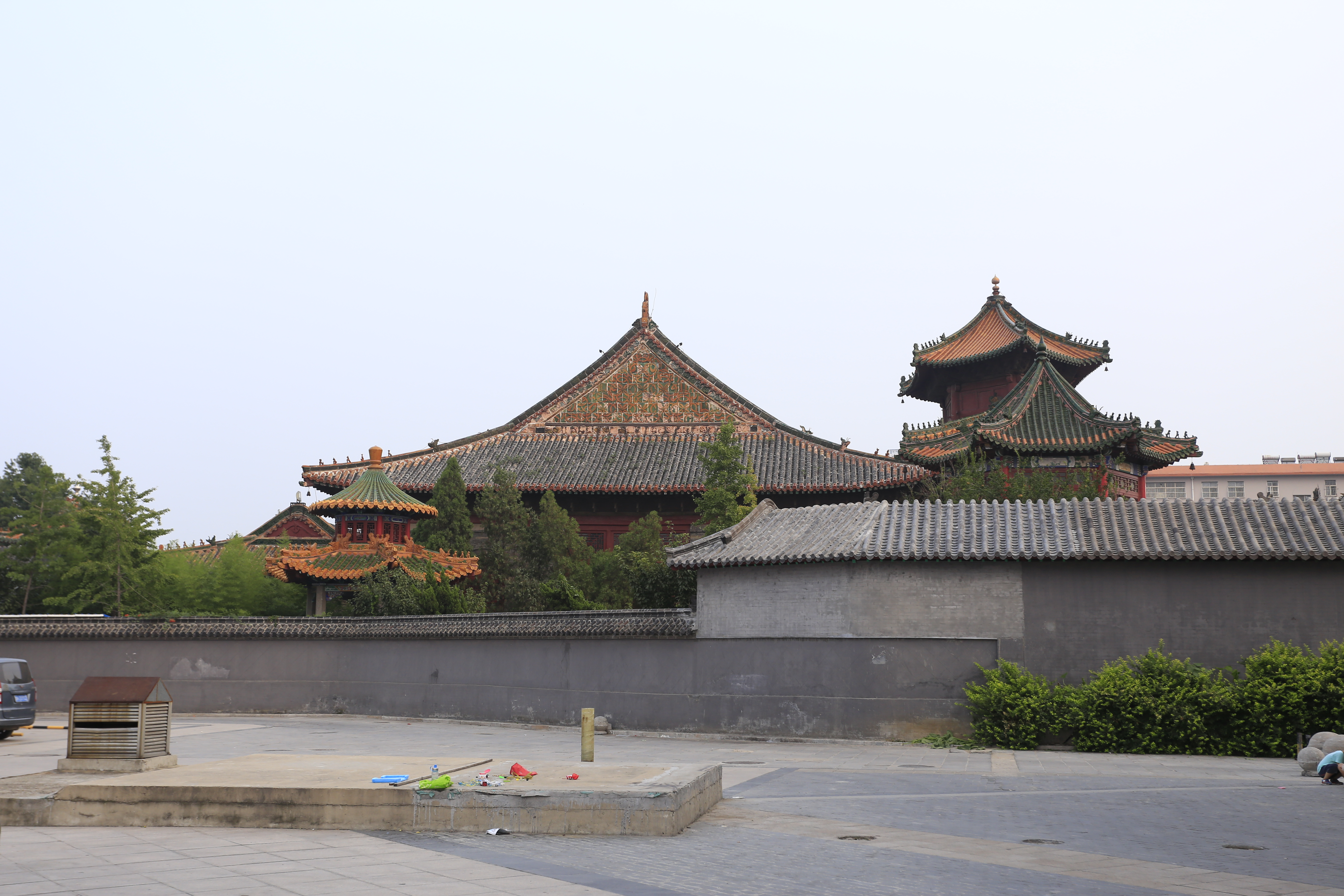

런청구(한국어: 임성구, 중국어: 任城区, 병음: Rènchéng Qū)는 중화인민공화국 산둥성 지닝 시의 현급 행정구역이다. 넓이는 881km2이고, 인구는 2007년 기준으로 670,000명이다.

## 행정 구역
17개 가도, 3개 진을 관할한다.
- 가도: 阜桥街道, 古槐街道, 济阳街道, 越河街道, 观音阁街道, 南苑街道, 唐口街道, 安居街道, 金城街道, 仙营街道, 李营街道, 南张街道, 许庄街道, 洸河街道, 柳行街道, 廿里铺街道, 接庄街道
- 진: 喻屯镇, 长沟镇, 石桥镇